# Cabo Velas
Cabo Velas är en udde i Costa Rica.   Den ligger i provinsen Guanacaste, i den västra delen av landet, 200 km väster om huvudstaden San José.
Terrängen inåt land är huvudsakligen platt, men den allra närmaste omgivningen är kuperad. Havet är nära Cabo Velas åt nordväst. Runt Cabo Velas är det ganska glesbefolkat, med 34 invånare per kvadratkilometer.